# Червона Украина (крейсер)
«Червона Украина» — военный корабль, заложен как лёгкий крейсер типа «Светлана» («Адмирал Нахимов») Российского императорского флота. Во время Гражданской войны переходил из рук в руки, далее достроен и вошёл в состав Черноморского флота ВМФ СССР. Участвовал в 1941 году в обороне Одессы и Севастополя, потоплен 12 ноября 1941 года авиацией на базе.

## История

### Строительство
19 октября 1913 года в Николаеве завод «Русского судостроительного общества» («Руссуд») приступил к постройке для Черноморского флота крейсеров «Адмирал Нахимов» (головной) и «Адмирал Лазарев» (наблюдающий за постройкой — корабельный инженер Н. И. Михайлов). Однако захват власти большевиками и начавшаяся Гражданская война в России остановили работы по достройке корабля.
В феврале 1919 года «Адмирал Нахимов» захвачен французскими интервентами. В январе 1920 года отбуксирован Вооружёнными силами Юга России в Одессу и там брошен во время эвакуации, ввиду невозможности отбуксировать корабль из порта из-за тяжёлых погодных условий. В феврале 1920 года, после падения белой Одессы, был возвращён в Николаев.
1 апреля 1923 года Николаевские государственные заводы решили достроить по первоначальному проекту, но отказаться от старых противоаэропланных пушек и заменить их 75-мм зенитными орудиями системы Меллера, и дополнить минно-торпедное вооружение тремя тройными надводными аппаратами диаметром 450 мм. Возможность финансирования программы восстановления флота рассматривалась СНК РСФСР. На достройку крейсера «Адмирал Нахимов», исходя из бюджета Республики, выделили тогда только 250 тыс. руб., чего было явно недостаточно для всех достроечных работ.
Приказом Реввоенсовета Республики от 7 декабря 1922 года крейсеру «Адмирал Нахимов» присвоено новое название «Червона Украина». В этом же месяце состоялся III Всеукраинский съезд Советов, который рассмотрел меры по содействию достройке крейсера и принял постановление о шефстве ВУЦИК над «Червоной Украиной». Вопрос о дополнительном финансировании достроечных работ вынесен на рассмотрение СНК УССР, который 8 мая 1923 года принял решил выделить в фонд достройки корабля 200 тыс. руб. золотом. Окончательная готовность крейсера к сдаче назначена на 1 мая 1926 года.
Крейсер в момент прекращения достройки находился в высокой степени готовности: котлы, главные турбины, большая часть вспомогательных механизмов и трубопроводов погружены на корабль, трубы и мачты установлены. Главная задача достройки после перерыва в том, чтобы очистить корабль от грязи и коррозии, закончить работы по монтажу главных и вспомогательных паропроводов, трубопроводов, турбогенераторов и электропроводки, произвести наладку всех механизмов и устройств, подготовить их к сдаче. При достройке Николаевский госзавод им. А. Марти в основном выдерживали промежуточные сроки выполнения работ. Так, на 1 февраля 1926 года готовность крейсера по массе корпуса 96 %, по главным турбинам — 99 % и по вспомогательным механизмам — 84 %.
В конце апреля 1926 года «Червона Украина» успешно закончила заводское опробование механизмов швартовные испытания. Корабль ввели в док для осмотра и окраски подводной части корпуса. 13 июня 1926 года крейсер «Червона Украина» предъявили на ходовые испытания. Средняя скорость при пяти пробегах 29,82 уз, наибольшая скорость на испытаниях приближалась к требованиям первоначальных условий на проектирование (30,9 уз). При ходовых испытаний по решению приемной комиссии завод дополнительно подкрепил корму корпуса в связи с её сильной вибрацией на больших ходах. 24 ноября 1926 года состоялся контрольный выход в море. 7 декабря 1926 года приемные испытания успешно завершились, и завод приступил к устранению мелких замечаний приемной комиссии.
В книге Нормана Полмара «Авианосцы» упоминается, что Фрэнсис Э. МакМерти, издатель ежегодника «Джейнс Файтинг Шипс», сообщал о намерениях руководства ВМФ СССР в 1929 году переделать крейсер «Адмирал Нахимов» в лёгкий авианосец, присвоив ему имя «Сталин». Предполагалось, что «Сталин» будет нести 22 самолёта и иметь скорость 30 узлов. Ожидалось, что постройка корабля будет завершена в 1939 году (в самом справочнике указан 1937 год).

### Служба

#### До войны

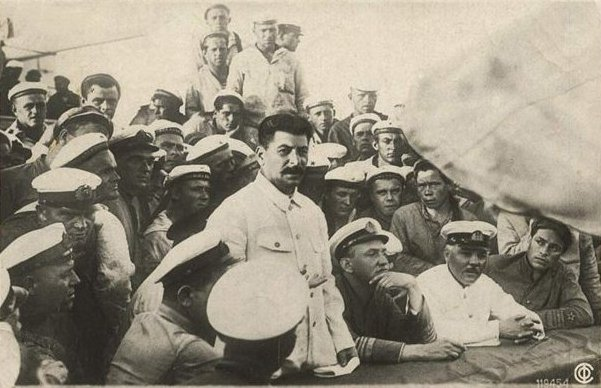
И. В. Сталин, К. Е. Ворошилов с моряками крейсера Червона Украина. Крымское побережье у села Мухалатка.

«Червона Украина» вошла в состав флота 21 марта 1927 года.
В сопровождении эсминцев «Незаможник» и «Петровский» в 1928 году советский крейсер с дружественным визитом посетил Турцию. 25 июля 1929 года крейсер посетил И. В. Сталин. В 1930 году совершил переход в Средиземное море, с посещением Италии и Греции, через четыре года крейсер снова идет в Турцию. Прошёл капитальный ремонт в 1932 году.
Летом 1939 года Севастопольский морской завод приступил к капитально-восстановительному ремонту «Червоной Украины». Крейсер прошёл докование и ремонт подводной части, а затем был ошвартован у заводской причальной стенки для ремонта машин и котлов. В казармах на Северной стороне на время ремонта крейсера разместили экипаж, который также участвовал в ремонтных работах. Помимо ремонта крейсера моряки трудились в боевых частях по своим специальностям и использовались для общекорабельных и подсобных работ.
В ходе ремонта кроме выполнения корпусных работ были установлены новые более современные отечественные средства связи и технические средства кораблевождения (гирокомпасы, эхолоты и др.). Установили три итальянские спаренные 100-мм пушки системы Минизини. Было демонтировано оборудование под гидросамолёты. В январе 1941 года закончились швартовные испытания крейсера, затем начались и ходовые.
К 1 мая крейсер успешно завершил все испытания, на нём снова подняли военно-морской флаг, и он отправился на своё штатное место в Северной бухте Севастополя.

#### В Великой Отечественной войне
В составе Черноморского Флота СССР участвовал в Великой Отечественной войне. Начало войны встретил в Севастополе. Обновлённый крейсер только недавно приступил к стрельбам, поэтому числился во 2-й линии к началу войны, но уже 23-24 июня вёл установку оборонительных минных заграждений. В ночь на 5 июля в составе отряда боевых кораблей крейсер вышел к новому месту базирования в Новороссийск и прибыл туда утром следующего дня.
28 августа «Червона Украина» прибыла в Севастополь, где приняла на борт отряд из 720 моряков-добровольцев. 29 августа крейсер прибыл в Одессу, высадил отряд и приступил к оказанию огневой поддержки советским войскам. «Червону Украину» сопровождали несколько малых кораблей, ставивших дымовые завесы, и эсминцы, обстреливавшие береговые батареи противника. Огневую поддержку защитникам Одессы «Червона Украина» оказывала с 29 августа по 1 сентября, отражая при этом атаки вражеской авиации. К 5 сентября крейсер отошёл в Новороссийск, откуда вышел 17 сентября, сопровождая транспорты «Армения» и «Украина», шедшие с десантом до Одессы. Крейсер передал транспорты эсминцам, а сам зашёл в Севастополь.
Крейсер принимал участие в эвакуации Одессы. 2-3 октября «Червона Украина» эвакуировала часть 2-го Черноморского полка морской пехоты из Тендры в Севастополь, 6-7 октября совершил поход в Одессу для эвакуации войск. 14 октября крейсер вновь прибыл в Одессу, приступил к эвакуации Одесского оборонительного района, на корабле был организован штаб командующего одесской обороной контр-адмирала Г. В. Жукова. 16 октября крейсер вывез 1164 бойца и командира. В ночь с 30 по 31 октября крейсер снова эвакуировал части из Тендры.

При обороне Севастополя 8 ноября 1941 года первым из кораблей эскадры открыл огонь по наступающим войскам противника.

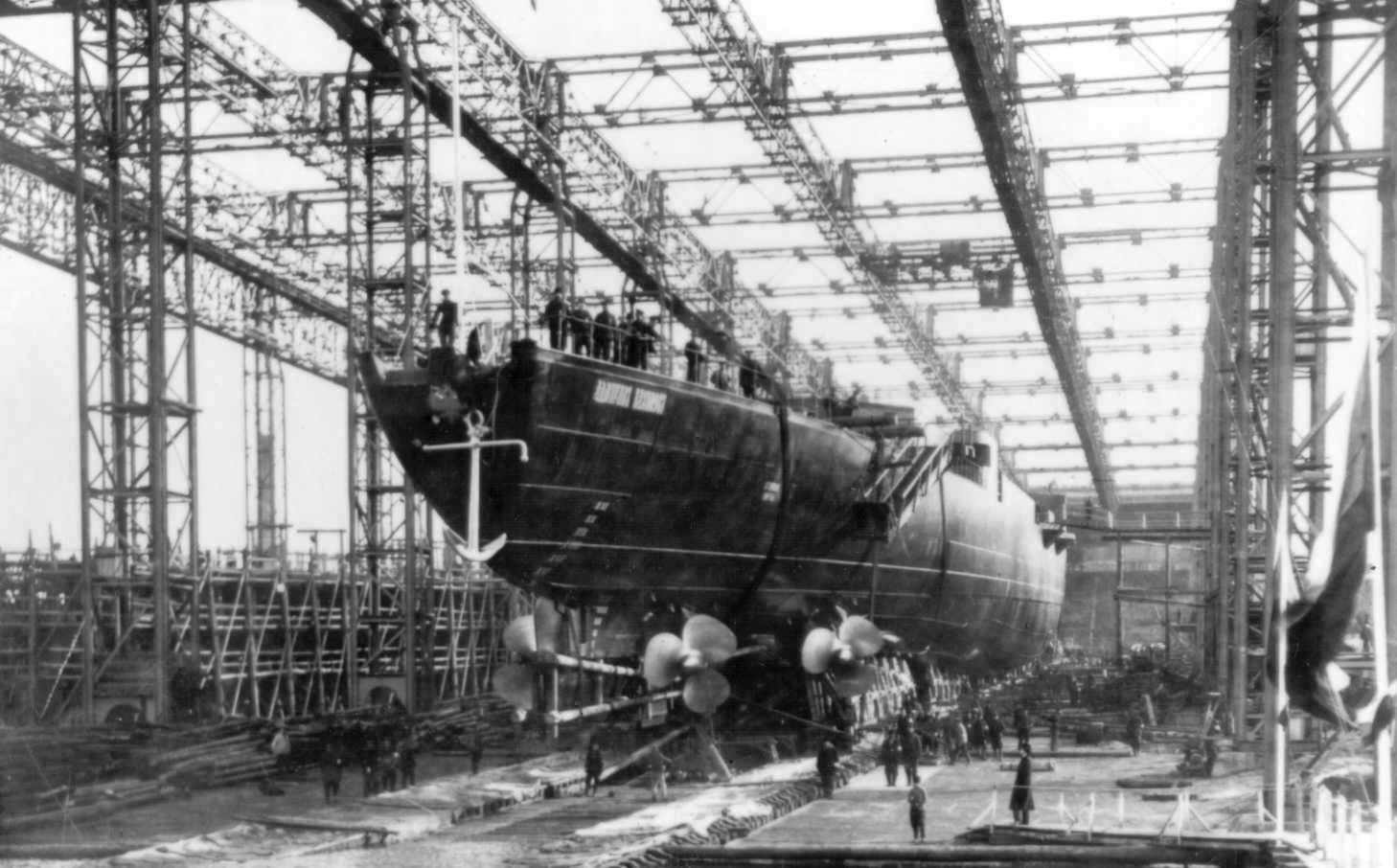
Крейсер «Адмирал Нахимов» перед спуском на воду, 24 октября 1915 года.
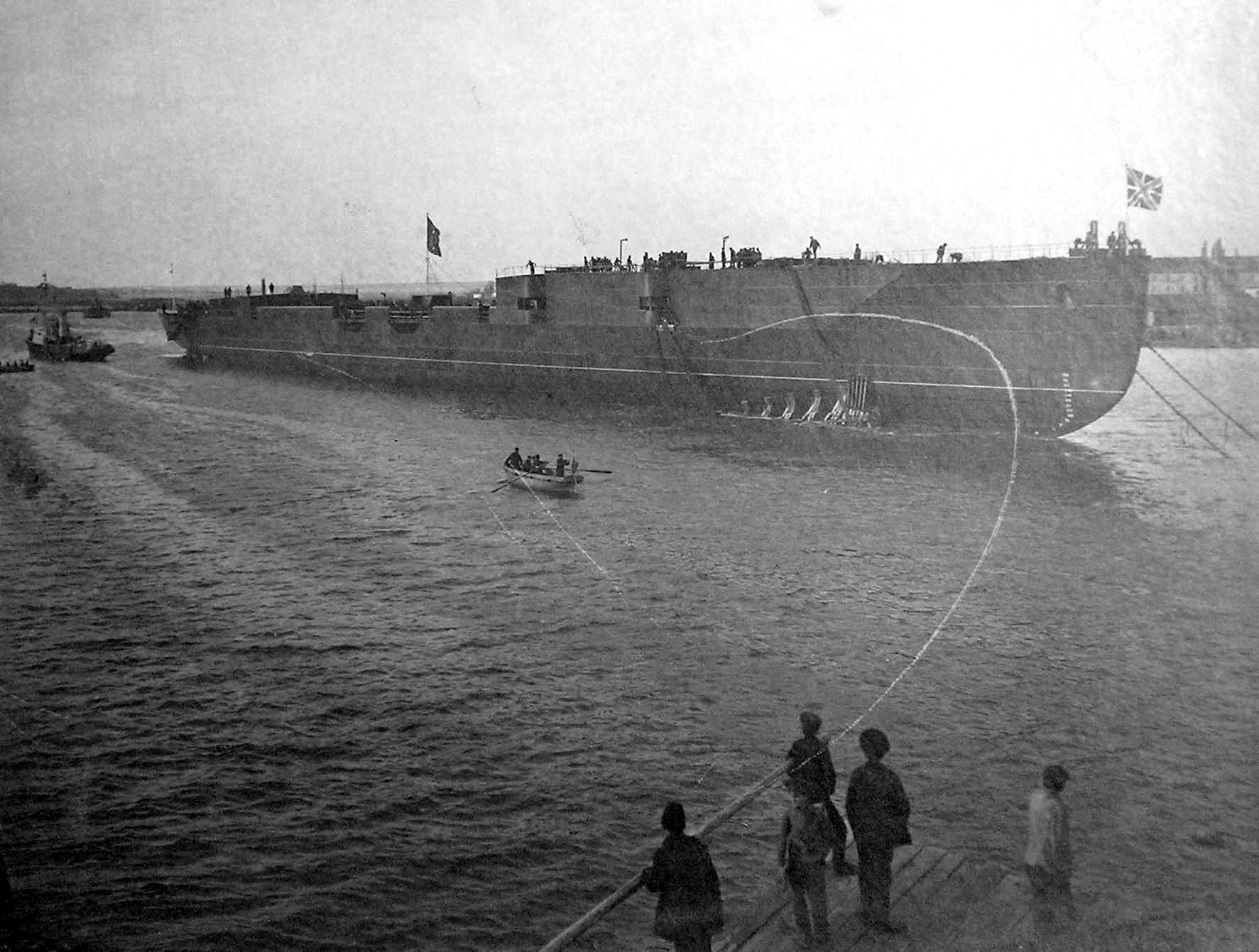
Спуск крейсера «Адмирал Нахимов», 25 октября 1915 года.
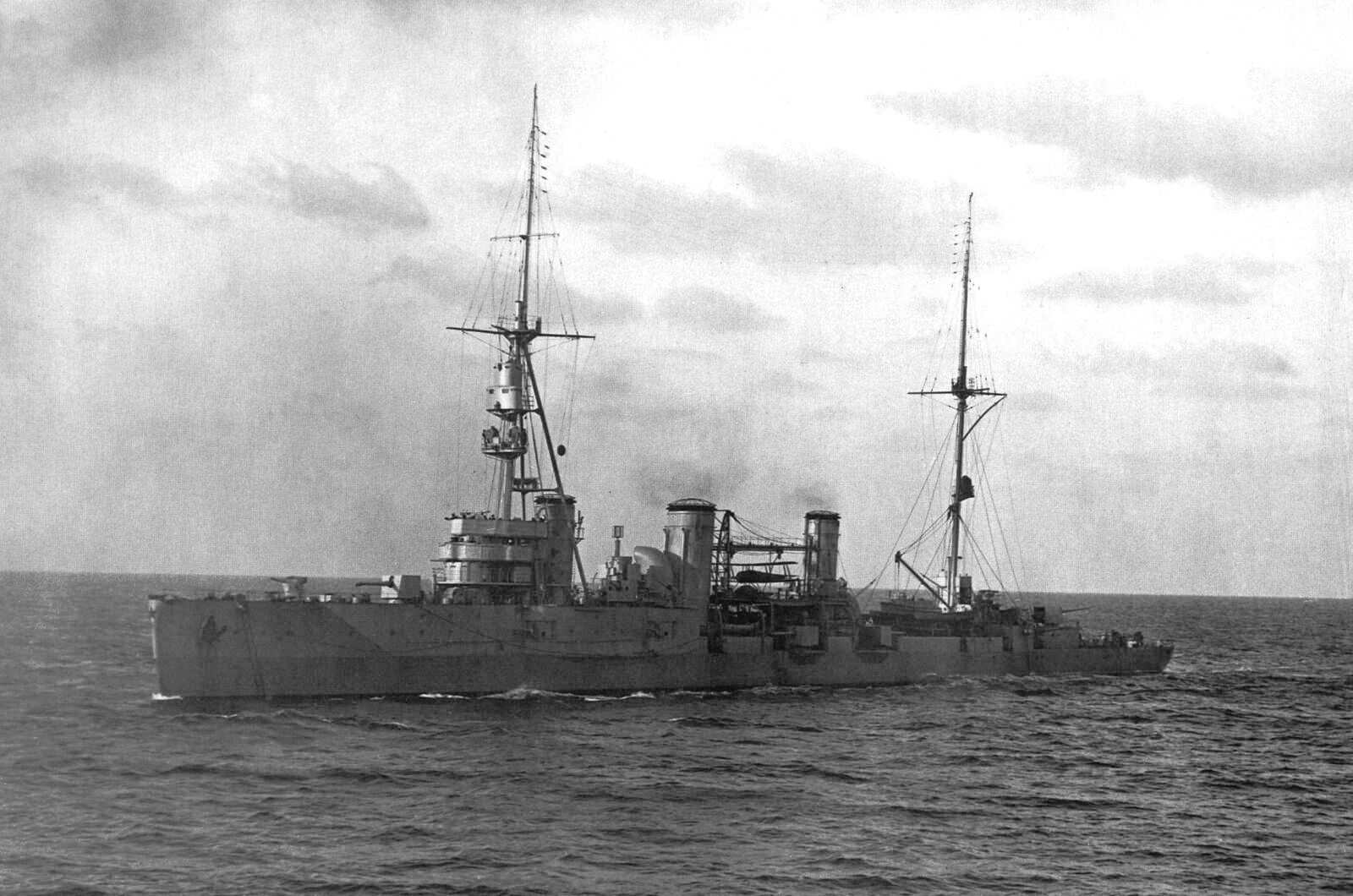
Лёгкий крейсер «Червона Украина», 1930-е годы.
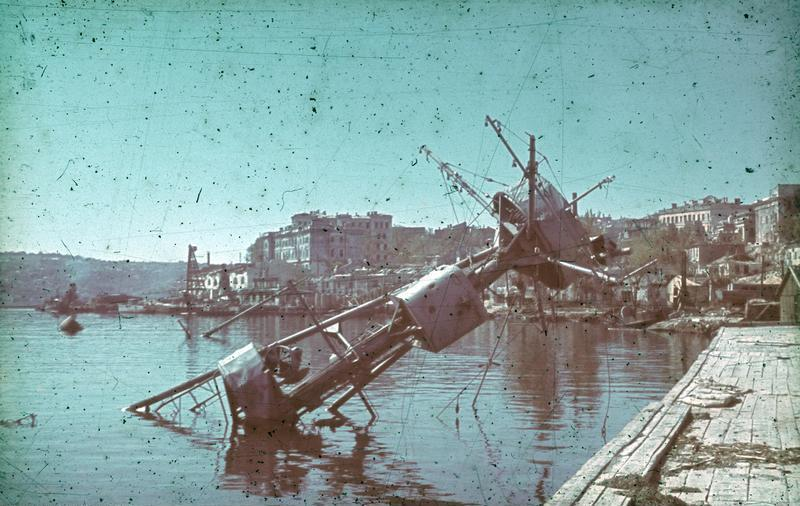
Фок-мачта крейсера «Червона Украина», потопленного немецкой авиацией.

### Гибель
С 9 ноября 1941 года крейсер «Червона Украина» вел артиллерийский огонь, не меняя своего положения, поддерживая сухопутные войска Севастопольского оборонительного района (СОР) в районе хутора Мекензия. И. А. Заруба трижды запрашивал командование ЧФ о смене позиции, не получая никаких указаний на этот счет. В 9 часов 12 ноября 1941 два немецких самолёта-разведчика зафиксировали расположение кораблей и судов в бухте.
12 ноября, в 11:00, во время авианалёта 23-х бомбардировщиков, заходящих в атаку тремя группами, в крейсер, стоящий у Графской пристани, попало две бомбы, из-за чего на получившем серьёзные повреждения корабле погибли 14 человек и 90 получили ранения. В 12:24 в непосредственной близости от борта корабля разорвались ещё три бомбы. Экипаж пытался спасти крейсер, но через две пробоины по правому и левому борту во внутренние помещения корабля проникло около 3 000 т воды. Борьба за живучесть корабля продолжалась свыше 12 часов. В ночь на 13 ноября крен на левый борт достиг критических 40°, и капитан «Червоной Украины» Н. Заруба отдал команду покинуть корабль. В четыре часа утра корабль затонул, при этом погибли ещё 5 моряков.
Он был единственным советским крейсером, погибшим в годы Великой Отечественной войны. Выживший экипаж крейсера вошёл в состав частей, обороняющих Севастополь, а 17 декабря из снятых с крейсера девяти 130-мм орудий в Севастополе сформировали четыре береговые батареи. Также были демонтированы и подняты на поверхность вся артиллерия малого калибра и зенитная артиллерия, 1 торпедный аппарат, до 1 000 снарядов, иное имущество. Во время войны на крейсер «Красный Кавказ» установили две спаренные 100-мм установки, снятые с «Червоной Украины».
3 ноября 1947 года крейсер был поднят. 8 февраля 1948 года его поставили в док и отремонтировали, после чего он использовался как учебно-тренировочная станция. С 30 октября 1950 года — корабль-цель.
10 мая 1952 года посажен на грунт в районе Бакальской косы как мишень для бомбометания морской авиации.

### Береговая артиллерийская стационарная батарея № 703 (114)

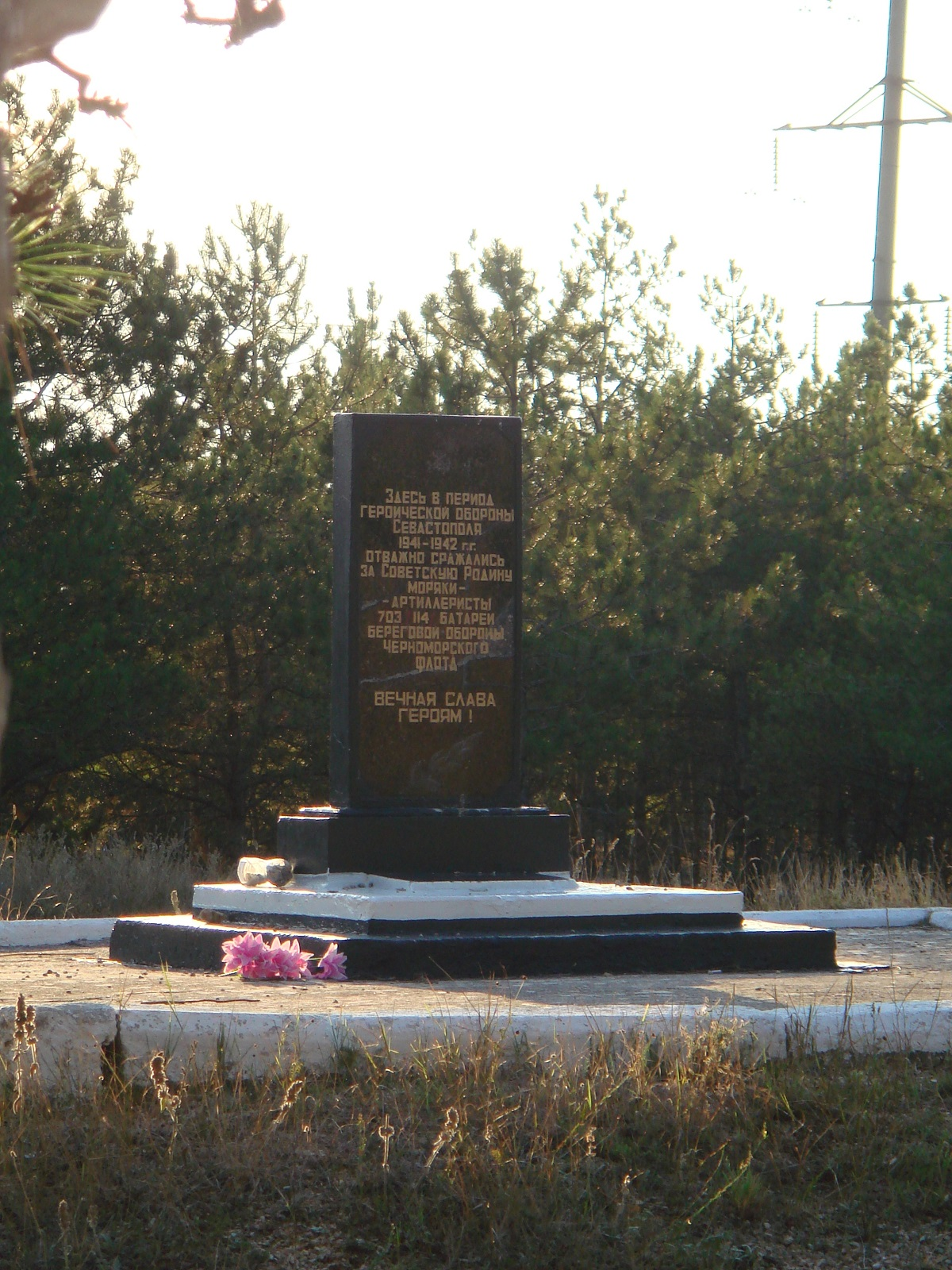
Береговая артиллерийская стационарная батарея № 703 (114) Памятный знак у первого орудийного дворика

К северо-востоку от улицы Генерала Жидилова находится Береговая артиллерийская стационарная батарея № 703 (114) созданная в 1942 году как часть оборонительных сооружений город. Вооружение — два орудия калибром 130 мм (Б-7), снятые с крейсера «Червона Украина». Первоначально находилась в районе поселка Дергачи, перенесена на новую позицию в феврале 1942 года. Пушки установлены на бетонные основания с заменой тел орудий. Старший лейтенант П. С. Рабинович, бывший командир 1-го артдивизиона БЧ-2 крейсера «Червона Украина», был командиром батареи, в неё входила большая часть личного состава корабля. Батарея вела огонь в поддержку частей 2 и 3 секторов обороны. Особенно активно батарея действовала в последние дни обороны с 20 по 29 июня 1942 года. В 2 часа ночи 29 июня после артподготовки немцы с Северной стороны высадили десант в районе Троицкой балки. Во второй половине дня они перешли в наступление. Вместе с частями 8-й бригады морской пехоты батарея оказалась в окружении и без связи с командованием. Артиллеристы сражались, пока не кончились боеприпасы, после чего, вместе с расчетами соседних дотов пошли на прорыв. Часть личного состава и командир были пленены немецким диверсионным подразделением. Из 150 бойцов вышли из окружения 15 человек.
Современные позиции батареи находятся в лесном массиве, частично повреждены при посадках сосны крымской, что с другой стороны обеспечило их сохранность от застройки. Сохранилось два орудийных дворика с погребами боезапаса с повреждениями разной степени, пять бетонных укрытий — дополнительные погреба боезапаса из которых один взорван, три засыпаны. Батарея имела свой железобетонный командный пункт, который не сохранился, на местности не найден.
Позиция батареи внесена в Реестр памятников местного значения, мемориальное обозначение установлено рядом с орудийным двориком № 1.

## Командиры
- капитан 1-го ранга А. И. Лебединский (7.12.1915 —1917)
- Н. Н. Несвицкий (1927 — 8.1930)
- П. А. Евдокимов (8.1930 — ?)
- А. Ф. Леер (не позднее 17 июля 1932 — 11.1933)
- капитан 2 ранга (с ноября 1935 г.) Н. Г. Кузнецов (11.1933 — 5.9.1936)
- капитан 2 ранга А. И. Заяц (5.9.1936 — ?)
- капитан 1 ранга Н. Е. Басистый (29.10.1939 — 5.11.1941)
- капитан 2 ранга И. А. Заруба (5.11 — 13.11.1941)

## Известные люди, служившие на корабле
- Ежов, Николай Дмитриевич — советский военный деятель, генерал-майор авиации (1943). с мая по октябрь 1928 года, курсантом ВМУ им. Фзунзе проходил стажировку на крейсере «Червона Украина».
- Свердлов, Аркадий Владимирович — советский военно-морской деятель, капитан 1 ранга (1943). В 1932—1934 гг. служил командиром дивизиона главного калибра, БЧ-2 — всей артиллерии крейсера.